# Casa Teleki din Târgu Mureș
Casa Teleki (în maghiară Teleki-ház) a fost reședința contelui Domokos Teleki din Târgu Mureș, unde în iarna anului 1849, generalul Bem și-a stabilit cartierul general. În prezent clădirea se află în proprietatea Bisericii Reformate și adăpostește sediile Protopopiatelor Mureș și Mureș-Câmpie.

## Istoric
Terenul unde se află casa a devenit proprietatea contelui Domokos Teleki de Szék în 1787. Construcția palatului de stil baroc a început în 1801 și a fost finalizată conform unor documente în anul următor, însă placa comemorativă o datează finalizarea pe 1803. De-a lungul timpului a fost modificată de mai multe ori. În această clădire a fost resedința temporară a genaralului Józef Bem care în 30 iulie 1849, împreună cu Sándor Petőfi, a pornit la Albești unde a avaut loc bătălia dintre trupele țariste și revoluționare. După revoluție, aici a locuit primul comisar șef austriac al districtului imperial, căpitanul de cavalerie József Eperjesi.
De-a lungul secolelor Casa Teleki a intrat pentru o perioadă de timp în posesia familiei Görög, iar în 1935 clădirea a fost cumpărată de către Biserica Reformată. În prezent în Casa Teleki își desfășoară activitatea Protopopiatul Reformat Mureș, Protopopiatul Reformat Mureș-Câmpie și Parohia Reformată Nr. 1 din Târgu Mureș.
Pe piața din fața clădirii a fost amplasată în 1994 statuia primarului György Bernády.

## Descriere

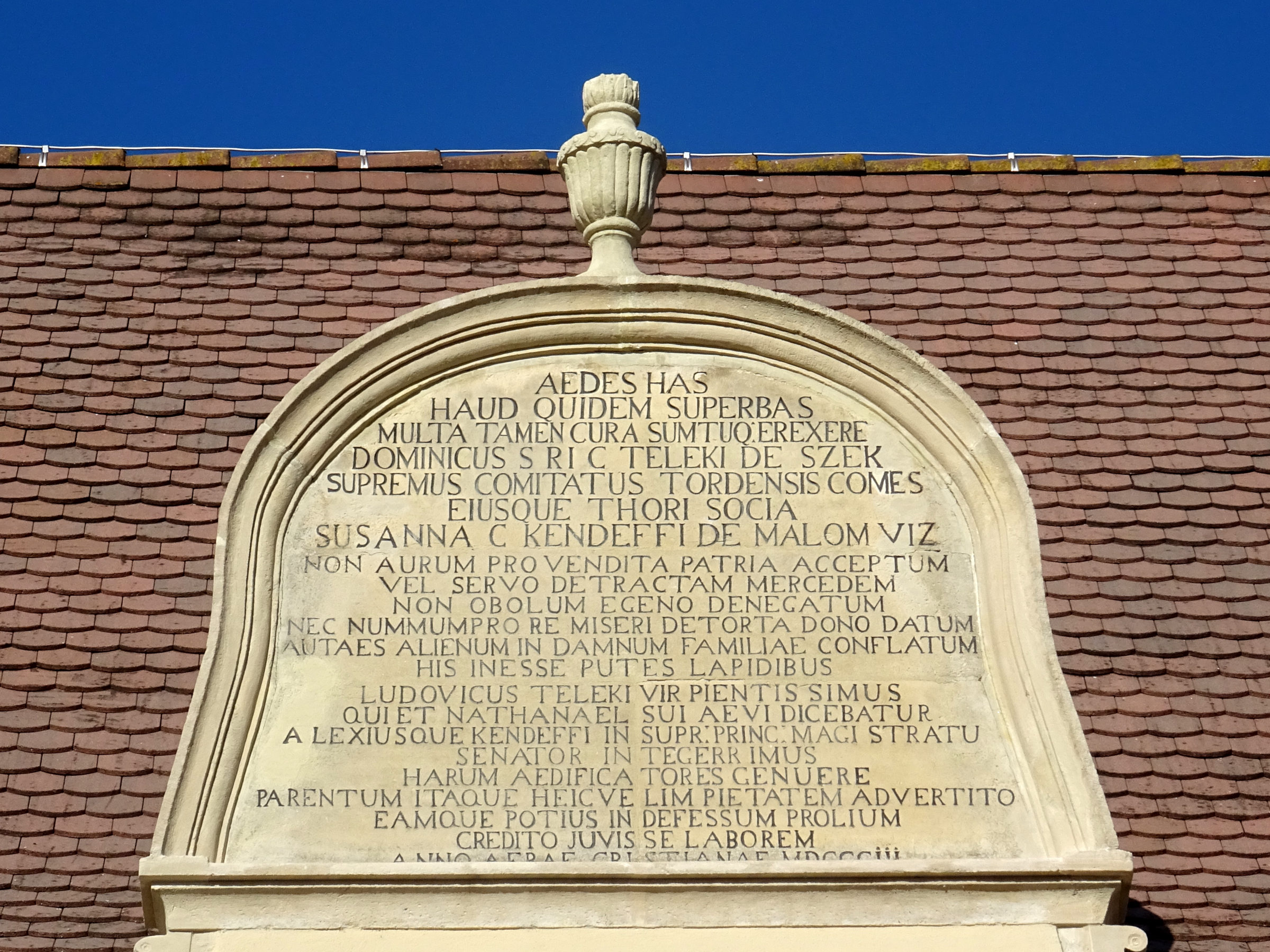
Rezalitul central

Pe rezalitul central se găsește următorul text formulat în limba latină:
| Textul în latină |
| --- |
| Aedes has haud quidem superbas, multa tamen cura sumptuq(ue) erexere Dominicus S(acri) R(omani) I(mperii) c(omes) Teleki de Szek supremus Comitatus Tordensis comes eiusque thori socia Susanna c(omes) Kendeffi de Malomviz                                                            |
| Non aurum pro vendita patria acceptum |
| vel servo detractam mercedem |
| non obolum egendo denegatum |
| nec nummum pro re miseri detorta dono datum |
| aut aes alienum in damnum familiae conflatum |
| his inesse putes lapidibus |
| Ludovicus Teleki vir pientissimus qui et Nathanael sui aevi dicebatur Alexiusque Kendeffi in Supr(emo) Prin(cipatus) Magistratu senator integerrimus harum aedificatores genuere parentum itaque heic velim pietatem advertito eamque potius indefessum prolium credito juvisse laborem |
| Anno Aerae Christianae MDCCCIII |